# Indrani av Sambhupura
Indrani av Sambhupura  var regerande drottning av Sambhupura-Chenla (nuvarande Kambodja) under 700-talet.
Hon beskrivs som tronföljare och arvtagare till riket, och gifte sig med kung Pushkaraksha av Chenla. 
Hon efterträddes av sin dotter Nrpendradevi av Sambhupura.